# Demark Construct
Demark Construct este o companie specializată în domeniul instalațiilor și construcțiilor din Timișoara.
Compania a fost fondată în 2006 de Ioan Silviu Dobosi, care deține în prezent compania împreună cu alți parteneri români, prin intermediul firmelor Real Design Trust și Dosetimpex.
Compania a avut o cifră de afaceri estimată la 15 milioane euro în anul 2009.